# Pietro Chiari
Pour les articles homonymes, voir Chiari (homonymie).
Pietro Chiari, né le 25 décembre 1712 à Brescia où il est mort le 31 août 1785, est un dramaturge, romancier et librettiste italien.

## Biographie
Pietro Chiari naquit à Brescia le 25 décembre 1712. Il entra chez les jésuites au sortir de ses études, mais il n’y resta pas longtemps ; en 1747 il se fit prêtre séculier, se livra tout entier à son goût pour les lettres, et vécut étranger à toute autre affaire qu’à la composition de ses ouvrages. Il fut, jusqu’en 1762, poète de cour du duc François III de Modène, à Venise.
Il rédigea, durant cette période, près d’une soixantaine de comédies qui l’amenèrent souvent à s’opposer, du moins jusqu’à 1761, à son rival Goldoni. A en croire les préfaces de Chiari, ses pièces n’eurent pas moins de succès que celles de son rival ; mais si cela fut vrai à la représentation, cela ne l’est nullement à la lecture, quoique à la lecture aussi les comédies de Goldoni perdent beaucoup de l’effet qu’elles eurent autrefois sur la scène.
Le théâtre de l’abbé Chiari est en 10 vol. de pièces en vers, et 4 vol. de pièces en prose. Il en parut deux éditions à la fois à Venise et à Bologne, de 1759 à 1762, in-8°. Il adopta pour ses comédies en vers, comme Goldoni lui-même, le vers rimé martellien, ou de quatorze syllabes.
Nourrissant une antipathie profonde à l’endroit de Molière, l’abbé Chiari mit la comédie larmoyante à la mode en Italie sous le nom de commedia fiebile. Il dirigea la Gazzetta Veneta de 1761 à 1762, date à laquelle il retourna finir sa vie dans sa ville natale. On lui doit également de nombreux livrets d’opéra.

## Œuvres

### Comédies
| - El Marìo cortesan - I Fanatici - I Filosofi pazzi - I Raggiri fortunati - Il Filosofo veneziano (1753) - Il Medico Veneziano al Mongol - Il Poeta comico - Il Tesoro - Il Trionfo dell'innocenza - L'Amore di libertà - L'Arlecchina - L'Astrologia (1762) |  | - L'Ingannatore ingannato (1764) - L'Inganno amoroso - L'Innamorato di due - L'Uomo come gli altri - L'Uomo di buon cuore - La Bella Pellegrina - La Buona Madrigna - La Donna di parola - La Donna di spirito - La Famiglia stravagante - La Gratitudine - La Madre tradita |  | - La Moscovita in Siberia - La Notte critica - La Nuora sagace - La Pamela maritata - La Partenza - La Pastorella fedele - La Pescatrice innocente - La Rovina di Troja - La Schiava cinese (1753) - La Scuola delle vedove (1749) - La Serva senza patron - La Sposa fedele (1773) |  | - La Vedova prussiana - La Vendetta amorosa - La Veneziana in Algeri - Le Nozze di Bertoldo - Le Serve rivali - Le Sorelle chinesi - Le Sorelle rivali - Marco Accio Plauto - Molière, marito geloso - Pamela schiava combattuta |

### Tragédies
- Catilina, basé sur la vie de Catilina ;
- Giulio Cesare, basé sur la vie de Jules César ;
- Kouli-Kan, basé sur la vie de Tamerlan ;
- La Morte di Kouli-Kan ;
- Marco Antonio triumviro, basé sur la vie de Marc Antoine ;
- Marco Tullio Cicerone, basé sur la vie de Cicéron.

### Romans
- La Filosefessa italiana (1753) ;
- La Cantatrice per disgrazia, osia le avventure della Marchesa N. N. scritte da lei medesima (1754) ;
- Le Memorie di madama Tolot ovvero la giocatrice di lotto (1757) ;
- La Bella Pellegrina (1759) ;
- La Francese in Italia (1759) ;
- La Veneziana di spirito (1762) ;
- L'Americana ramminga, cioè, Memorie di donna Jnnez di Quebrada. Scritte da lei stessa, e ora pubblicate da M. G. Di S. Sua confidente amica (1763; œuvre attribué à Chiari) ;
- La Ballerina onorata, o sia Memorie d'una figlia naturale del duca N. V. scritte da lei medesima ;
- La Fantasima, aneddoti castigliani d'una dama di qualità, scritti da lei medesima ;
- Memorie del Barone di Trenk Comandante de' Panduri (1784; dates à la lumière) ;
- I privilegi dell'ignoranza - Lettere d'una Americana ad un Letterato d'Europa (1784).

## Éditions en français
- Adriene, ou Les aventures de la marquise de N. N., Paris, veuve David jeune, 1768 ;
- Aventures d'une sauvage, écrites par elle-même, Paris, Leroy, 1789 ;
- Dissertation historique et critique sur le théâtre ancien et moderne, Paris, Morin, 1783 ;
- Choix des meilleures pièces du théâtre italien moderne, Paris, Morin, 1783 ;
- Le Terne à la loterie ou les Aventures d'une jeune dame écrites par elle-même, Paris, Debray, 1801 ;
- Mémoires de François, baron de Trenck, commandant des Pandours, cousin de Frédéric, baron de Trenck, Paris, Maradan, 1788.